# سوسن المستنقعات
سوسن المستنقعات (باللاتينية: Iris grant-duffii) هو أحد أنواع السوسن من الفصيلة السوسنية.

## الموئل والانتشار
ينتشر في بلاد الشام وتركيا. في سورية، ينتشر في اللاذقية وسلسلة جبال اللاذقية ونهر بردى وربوة دمشق والغاب والباسوطة وحارم وحمص وضفاف نهر العاصي. كان واسع الانتشار لكنه بدأ يعاني التراجع بسبب التغيير في بيئته الطبيعية التي نجمت عن تجفيف الغاب والجفاف النسبي للبقع المائية.

## مرادفات للاسم العلمي
- (باللاتينية: Iris aschersonii Foster)
- (باللاتينية: Iris melanosticta Bornm.)